# Toano

Calanchi a Fora di Toano

Toano (Tvân o Tuân nel dialetto locale, Toân in dialetto reggiano) è un comune italiano di 4 160 abitanti della provincia di Reggio Emilia in Emilia-Romagna.

## Storia
Il primo riferimento certo su Toano lo troviamo in un diploma di Berengario I, datato da Pavia il 6 novembre del 907 in cui si fa menzione della «Corte di Toano», seguito da un diploma imperiale di Ottone II nel 980, che cita la «Plebem de Toano» fra le maggiori pievi rurali dell'epoca. L'antica «Thoanum», dopo le ultime irruzioni barbariche degli Ungari sul finire del IX secolo, organizzò le proprie difese costruendo fortificazioni intorno alla Pieve. Divenne così «membro ufficiale con castello» sotto il dominio di Bonifacio, padre della contessa Matilde di Canossa, nella seconda metà del 1000. Nei primi decenni del XIII secolo divenne «libero comune» aggregandosi al comune urbano di Reggio. Seguì un lungo periodo di lotte fra i ghibellini reggiani e i guelfi modenesi che non risparmiarono neppure il castello di Toano, cinto d'assedio dai modenesi nel 1265. Nel periodo delle signorie fu sottoposto al dominio dei Fogliani fino al 1427, per passare poi agli Estensi con Niccolò III. Nel 1461 Borso, duca di Modena e Reggio, emanò gli «Statuta potestariae Toani et Caulae». Nel 1469 fu ceduto al marchese Testi e, dopo la sua morte, senza eredi, ritornò alla Camera Ducale. Ultimo feudatario di Toano fu Guerra Coccopieri Torretta di Massa Carrara. Nel 1800 fu eretto a comune subendo il soffio riformatore della rivoluzione francese e di Napoleone. Durante la seconda guerra mondiale i Toanesi parteciparono attivamente alla Resistenza, versando un notevole contributo di sangue, subendo distruzioni e danni gravissimi. Ricordiamo la battaglia di Ca' Marastoni, l'eccidio di Manno e l'incendio di Toano nel '44. Nel 1944 Toano con Villa Minozzo, Frassinoro, Polinago, Prignano e Montefiorino fece parte della Repubblica partigiana di Montefiorino, durata 40 giorni. Il 6 ottobre 2013 si è svolto un referendum consultivo sulla proposta di fondere o meno i due comuni di Toano e Villa Minozzo, i cittadini dei due comuni hanno votato a maggioranza per il no alla fusione.

### Simboli
Stemma
Lo stemma è stato riconosciuto con DPCM del 6 marzo 1963.
Lo stemma, in uso dal 1860, riunisce gli emblemi delle famiglie da Fogliano e Dessi alla figura del castello dei Ceccopietri Torretta.
Gonfalone
Il gonfalone è stato concesso con DPR del 14 gennaio 1954.

## Monumenti e luoghi d'interesse

### Architetture religiose
- Pieve di Santa Maria. La pieve è un edificio religioso edificato intorno alla fine del X secolo, infatti se ne ha la testimonianza in un diploma dell'imperatore Ottone II datato ottobre 980. Risulta una delle più antiche della diocesi reggiana. Durante la dominazione della famiglia Canossa la pieve subisce probabilmente delle ristrutturazioni che le danno l'aspetto attuale. Intorno alla Pieve esistono dei rustici che danno testimonianza del luogo primitivo del borgo.
- Chiesa di San Michele Arcangelo. La Chiesa si trova nella frazione di Massa, e sorge su una costruzione più antica, risalente al 174 d.C. ed è stata più volte restaurata.
- Chiesa di San Prospero, nella frazione di Cerrè Marabino

### Il fossile di Toano
Nel 1996 a Toano è stato rinvenuto un fossile risalente al Cretacico superiore (attorno ai 70 milioni di anni). Sono state avanzate numerose ipotesi sulla sua origine. Si è supposto che si tratti del riempimento di gallerie scavate da vermi abissali, materiali espulsi dagli stessi esseri, che si nutrivano di fanghi del fondale o addirittura che sia la traccia di un tentacolo di calamaro, poi decompostosi. Attualmente il reperto è esposto presso i Musei Civici di Reggio Emilia.

## Società

### Evoluzione demografica
Abitanti censiti

### Etnie e minoranze straniere
Al 31 dicembre 2017 gli stranieri residenti nel comune sono 507, pari all'11,4% della popolazione. Di seguito sono riportati i gruppi più consistenti:
- Marocco: 159
- Romania: 90
- Cina: 45
- Albania: 41
- India: 33

## Cultura
Toano fu, tra la fine degli anni '70 e la prima metà degli anni '80, sede di una delle prime emittenti radiofoniche locali dell'Emilia:Tele Radio Appennino, Radio Zeta, Radio Elle, Tele Radio Blu, fondate da Roberto Belli. Le emittenti, avevano sede in Via Castellaro a Cavola e trasmettevano sui 90-97,000 e 103 MHz nei primi anni la copertura era su tutto il Nord Italia e parte delle zone di confine, con l'aumento delle cosiddette Radio libere la copertura si restrinse solo per le province di Reggio Emilia, Modena e Parma, ricordando anche gli storici speaker:Tiziano, Monica, Gabriella, Massimo, Corrado Caselli, Sergio e anche lo storico editore Roberto Belli purtroppo prematuramente scomparso nel mese di luglio dell'anno 2015, si affiliò nel 1984 a Segnale Italia, network emergente milanese, di cui ripeteva i programmi, di buona fattura, nel territorio di competenza. Purtroppo l'iniziativa andò presto in crisi e l'emittente cessò l'esistenza. Oggi sulla sua frequenza si ascolta Radio Dimensione Suono.
Vi ci vive  Fernando De Napoli, ex calciatore con trascorsi in nazionale.

## Amministrazione
Di seguito è presentata una tabella relativa alle amministrazioni che si sono succedute in questo comune.
| Periodo        | Periodo        | Primo cittadino         | Partito                                 | Carica  | Note   |
| -------------- | -------------- | ----------------------- | --------------------------------------- | ------- | ------ |
| 15 luglio 1985 | 15 giugno 1990 | Teresita Ester Guiducci | -                                       | Sindaco | [ 10 ] |
| 16 giugno 1993 | 24 aprile 1995 | Gianni Angelo Caselli   | Democrazia Cristiana                    | Sindaco | [ 10 ] |
| 24 aprile 1995 | 14 giugno 2004 | Luigi Fioroni           | Partito Popolare Italiano, lista civica | Sindaco | [ 10 ] |
| 14 giugno 2004 | 26 maggio 2014 | Michele Lombardi        | lista civica                            | Sindaco | [ 10 ] |
| 26 maggio 2014 | in carica      | Vincenzo Volpi          | lista civica: Futuro per Toano          | Sindaco | [ 10 ] |